# 마에다 쇼 (배우)
마에다 쇼(일본어: 前田 勝, 1983년 8월 13일 ~ )는 일본의 배우이다. 

## 생애
1983년 대한민국에서 한국 사람의 어머니와 대만 사람의 아버지 사이에서 태어난 그는 7살까지 대한민국에서 살았고, 12살까지 대만에서 살았습니다.
그는 어머니가 일본 사람 남성과 재혼하자 12살 때 일본으로 이주했습니다.